# ヤクバ・シルエ
ヤクバ・シルエ（Yacouba Silue、2002年1月1日 - ）は、コートジボワール出身のサッカー選手。デブレツェニVSC所属。ポジションはフォワード。

## 経歴
2021年2月、ソシエテ・オムニスポーツ・デ・ラルメからアルメニアのFCシラクに移籍する。同月、アルメニア・プレミアリーグ(1部リーグ)でデビューする。
2020-21シーズン終了までにアルメニア・プレミアリーグで13試合出場1得点を記録する。
2021-22シーズン、アルメニア・プレミアリーグのFCアララト・エレバンに移籍。半年間で15試合に出場し6得点を記録する。
2022年2月、オーストリア・ブンデスリーガ2部に属するSKNザンクト・ペルテンに移籍する。2021-22シーズンが終了した6月まで8試合に出場、4得点2アシストを記録した。